# Storthyngomerus toroensis
Storthyngomerus toroensis är en tvåvingeart som beskrevs av H. Oldroyd 1970. Storthyngomerus toroensis ingår i släktet Storthyngomerus och familjen rovflugor.
Artens utbredningsområde är Uganda. Inga underarter finns listade i Catalogue of Life.